# Protéine de liaison à l'ARN
Les protéines de liaison à l'ARN (souvent abrégées RBP, pour RNA-binding protein, en anglais) sont des protéines qui se lient à l'ARN double ou simple brin dans les cellules et participent à la formation de complexes de ribonucléoprotéines. Les RBP contiennent divers motifs structurels, tels que le motif de reconnaissance d'ARN (RRM, pour RNA recognition motif, en anglais), le domaine de liaison à l'ARNdb, le motif de doigt de zinc et autres. Ce sont des protéines cytoplasmiques et nucléaires. Cependant, étant donné que la plupart des ARN matures sont exportés du noyau relativement rapidement, la plupart des RBP localisées dans le noyau se présentent sous la forme de complexes de protéines et de pré-ARNm appelés particules de ribonucléoprotéines hétérogènes (hnRNP). Les RBP jouent un rôle crucial dans divers processus cellulaires tels que la fonction cellulaire, le transport et la localisation. Elles jouent notamment un rôle majeur dans le contrôle post-transcriptionnel des ARN, tels que l'épissage, la polyadénylation, la stabilisation de l'ARNm, la localisation et la traduction de l'ARNm. Les cellules eucaryotes codent diverses RBP, environ 500 gènes, avec une activité unique de liaison à l'ARN et une interaction protéine-protéine. Au cours de l'évolution, la diversité des RBP s'est considérablement accrue avec l'augmentation du nombre d'introns. Cette diversité a permis aux cellules eucaryotes d'utiliser des exons d'ARN dans divers arrangements, ce qui a donné lieu à une ribonucléoprotéine (RNP) unique pour chaque ARN. Bien que les RBP jouent un rôle crucial dans la régulation post-transcriptionnelle de l'expression des gènes, relativement peu de RBP ont été étudiées de manière systématique,.

## Structure
De nombreuses RBP ont des structures modulaires et sont composées de répétitions multiples de quelques domaines de base spécifiques ayant souvent un nombre de séquences limité. Ces séquences sont ensuite organisées en combinaisons variées pour répondre au besoin de diversité. La reconnaissance d'un ARN spécifique par une protéine spécifique a évolué grâce au réarrangement de ces quelques domaines de base. Chaque domaine de base reconnaît l'ARN, mais nombre de ces protéines nécessitent plusieurs copies de l'un des nombreux domaines communs pour fonctionner.

## Diversité
Au fur et à mesure que l'ARN nucléaire émerge de l'ARN polymérase, les transcrits d'ARN sont immédiatement recouverts de protéines de liaison à l'ARN qui régulent tous les aspects du métabolisme et de la fonction de l'ARN, y compris la biogenèse, la maturation, le transport, la localisation et la stabilité de l'ARN. Toutes les RBP se lient à l'ARN, mais elles le font avec différentes spécificités et affinités de séquence d'ARN, ce qui permet aux RBP d'être aussi diverses que leurs cibles et leurs fonctions. Ces cibles comprennent l'ARNm, qui code les protéines, ainsi qu'un certain nombre d'ARN fonctionnels non codants. Les ARNnc fonctionnent presque toujours comme des complexes ribonucléoprotéiques et non comme des ARN nus. Ces ARN non codants comprennent des micro-ARN, de petits ARN interférents (ARNsi), ainsi que des petits ARN nucléaires (ARNs) de type splicesomal.

## Fonction

### Traitement et modification de l'ARN

#### Épissage alternatif
L'épissage alternatif est un mécanisme par lequel différentes formes d'ARNm (ARN messagers) matures sont générées à partir du même gène. Il s'agit d'un mécanisme de régulation par lequel les variations d'incorporation des exons dans l'ARNm conduisent à la production de plus d'une protéine apparentée, augmentant ainsi les synthèses génomiques possibles. Les RBP jouent un rôle important dans la régulation de ce processus. Certaines protéines de liaison, telles que NOVA1, contrôlent l'épissage alternatif d'un sous-ensemble d'ARNh en reconnaissant et en se liant à une séquence spécifique de l'ARN (YCAY où Y désigne une pyrimidine, U ou C). Ces protéines recrutent ensuite des protéines splicesomales sur ce site cible. Les protéines SR sont également bien connues pour leur rôle dans l'épissage alternatif par le recrutement des snRNP qui forment le splicéosome, à savoir snRNP U1 et snRNP U2AF. Cependant, les RBP font également partie du splicéosome lui-même. Le splicesome est un complexe de sous-unités de ARNsn et de protéines et agit en tant qu'agent mécanique qui élimine les introns et lie les exons adjacents. Outre le noyau du complexe d'épissage, les RBP se lient également aux sites des éléments d'ARN activant Cis qui influencent l'inclusion ou l'exclusion des exons pendant l'épissage. Ces sites sont appelés amplificateurs d'épissage exonique, inactivateurs d'épissage exonique, amplificateurs d'épissage introniques et inactivateurs d'épissage intronique et, en fonction de leur emplacement de liaison, les RBP fonctionnent comme des inactivateurs ou des amplificateurs d'épissage.

#### Édition d'ARN

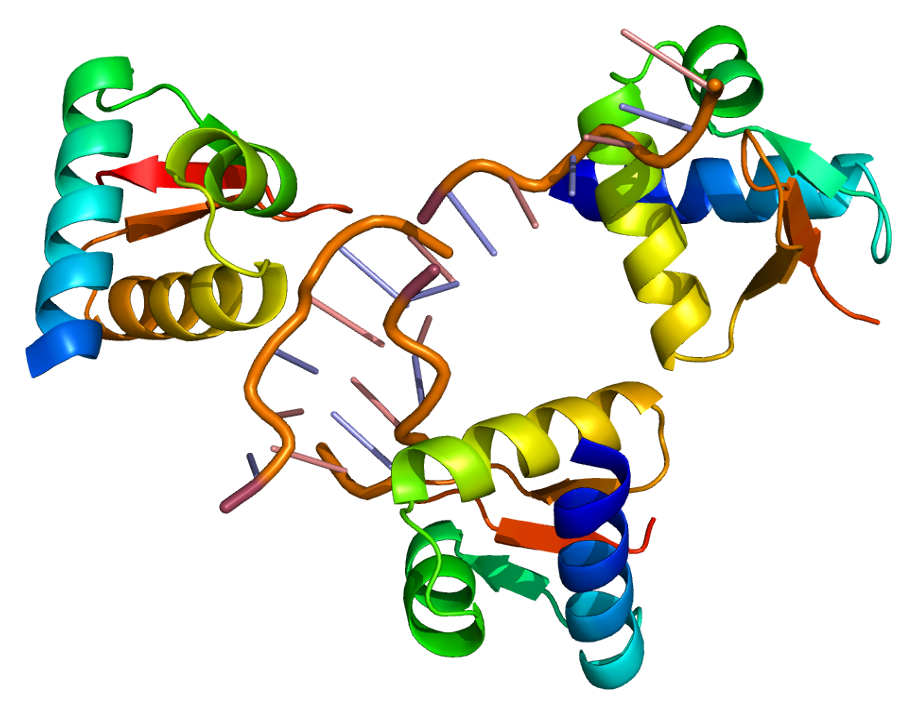
ADAR : une protéine de liaison à l'ARN impliquée dans les événements d'édition d'ARN.

La forme d'édition d'ARN la plus largement étudiée implique la protéine ADAR . Cette protéine fonctionne par modification post-transcriptionnelle des transcrits d'ARNm en modifiant le contenu en nucléotides de l'ARN. Cela se fait par la conversion de l'adénosine en inosine dans une réaction enzymatique catalysée par ADAR. Ce processus modifie efficacement la séquence d'ARN de celle codée par le génome et étend la diversité des produits géniques. La majorité de l'édition d'ARN se produit sur des régions non codantes de l'ARN ; cependant, il a été démontré que certains transcrits d'ARN codant une protéine peuvent être modifiés, ce qui entraîne une différence dans la séquence d'acides aminés de leur protéine. Un exemple de ceci est l'ARNm du récepteur du glutamate où la glutamine est convertie en arginine, ce qui entraîne une modification de la fonctionnalité de la protéine.

#### Polyadénylation
La polyadénylation est l'addition d'une "queue" de résidus d'adénylate à un transcrit d'ARN environ 20 bases en aval de la séquence AAUAAA dans les trois régions non traduites. La polyadénylation de l'ARNm a un effet important sur son transport nucléaire, son efficacité de traduction et sa stabilité. Tous ces facteurs, ainsi que le processus de polyadénylation, dépendent de la liaison de RBP spécifiques. Tous les ARNm eucaryotes, à quelques exceptions près, sont traités pour recevoir des queues de poly (A) d'environ 200 nucléotides en extrémité 3'. CPSF est l'un des complexes protéiques nécessaires à ce processus. La CPSF se lie à la séquence de la queue 3'(AAUAAA) et, conjointement avec une autre protéine appelée protéine liant poly (A), recrute et stimule l'activité de la poly(A) polymérase. La poly(A) polymérase est inactive par elle-même et nécessite la liaison de ces autres protéines pour fonctionner correctement.

### Export
Une fois le traitement terminé, l'ARNm doit être transporté du noyau cellulaire au cytoplasme. Il s'agit d'un processus en trois étapes impliquant la génération d'un complexe cargo-porteur dans le noyau, suivi de la translocation du complexe à travers le complexe de pores nucléaires et enfin de la libération de la cargaison dans le cytoplasme. Le support est ensuite recyclé. On pense que l'hétérodimère TAP/NXF1-p15 est l'acteur principal dans l'exportation d'ARNm. La surexpression de TAP chez les amphibiens Xenopus laevis augmente l'exportation de transcrits qui, par ailleurs, seraient exportés de manière inefficace. Cependant, TAP a besoin de protéines adaptatrices car il ne peut pas interagir directement avec l'ARNm. La protéine Aly/REF interagit et se lie au TAP de recrutement d'ARNm.

### Localisation de l'ARNm
La localisation de l'ARNm est essentielle pour la régulation de l'expression des gènes en permettant la production de protéines régulées dans l'espace. Grâce à la localisation de l'ARNm, les protéines sont transcrites dans le site cible de la cellule. Ceci est particulièrement important au début du développement, lorsque des clivages cellulaires rapides donnent différentes combinaisons d'ARNm à différentes cellules, ce qui peut ensuite conduire à des destins cellulaires très différents. Les RBP sont critiques dans la localisation de cet ARNm qui assure que les protéines ne sont transcrites que dans les régions prévues. Une de ces protéines est ZBP1. La ZBP1 se lie à l'ARNm de la bêta-actine au site de la transcription et se déplace avec l'ARNm dans le cytoplasme. Elle localise ensuite cet ARNm dans la région lamellaire de plusieurs types de cellules asymétriques où il peut ensuite être traduit. FMRP est une autre RBP impliquée dans la localisation de l'ARN. Il a été montré que, outre les autres fonctions de la FMRP dans le métabolisme de l'ARN, la FMRP est impliquée dans la localisation induite par le stimulus de plusieurs ARNm dendritiques dans les dendrites neuronales.

### Traduction
La régulation translationnelle fournit un mécanisme rapide de contrôle de l'expression des gènes. Plutôt que de contrôler l'expression des gènes au niveau de la transcription, l'ARNm est déjà transcrit, mais le recrutement des ribosomes est contrôlé. Cela permet une génération rapide de protéines lorsqu'un signal active la traduction. ZBP1 en plus de son rôle dans la localisation de l'ARNm de la B-actine est également impliquée dans la répression de la traduction de l'ARNm de la bêta-actine en bloquant l'initiation de la traduction. ZBP1 doit être retirée de l'ARNm pour permettre au ribosome de se lier correctement et à la traduction de commencer.

## Voir également
- Protéine liant l'ADN
- Base de données sur les protéines de liaison à l'ARN
- Ribonucléoprotéine